# UTC-02:30

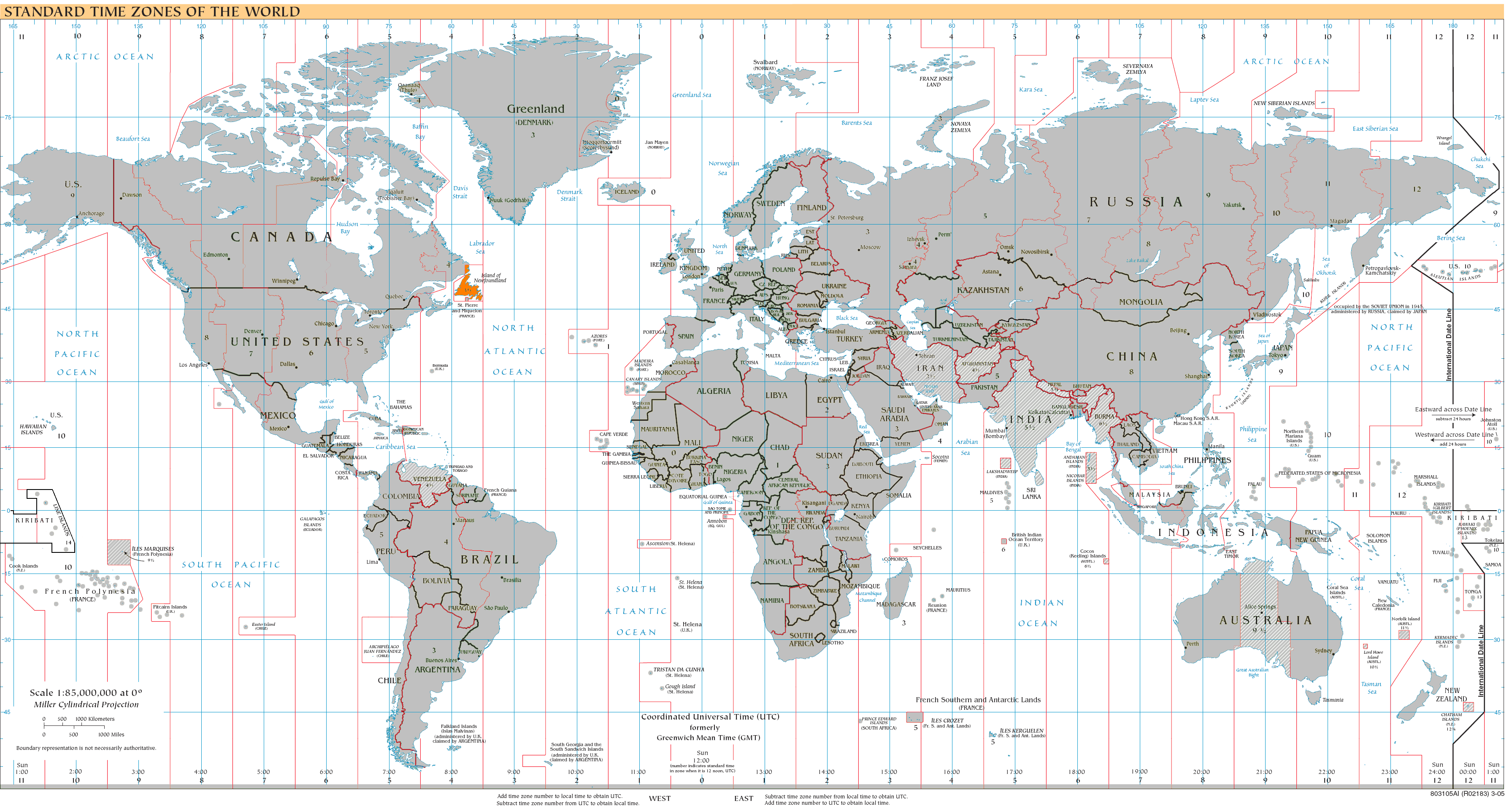
UTC-02:30

UTC-02:30 (O+ – Oscar+) – strefa czasowa, odpowiadająca czasowi słonecznemu południka 37°30'W.
Czas UTC-02:30 jest używany jedynie jako czas letni.

## Czas letni na półkuli północnej
Ameryka Północna:
- Kanada (część prowincji Nowa Fundlandia i Labrador: wyspa Nowa Fundlandia i południowo-wschodnia część regionu Labrador)